# Lech (motocykl)
Lech – polski motocykl produkowany w Opalenicy w latach 1929–1932 z silnikiem dwucylindrowym o pojemności około 500 cm³ przez Towarzystwo Akcyjne W. Sawicki i Spółka. Był to pierwszy motocykl skonstruowany w Polsce.
Został zaprojektowany przez inż. Władysława Zalewskiego. Przedsiębiorstwo oferowało Lecha na wyposażenie dla Wojska Polskiego. Kryzys gospodarczy i kilkuletni brak decyzji Wojskowego Instytutu Badań Inżynierii w Warszawie ostatecznie pogrążyły projekt. Wyprodukowano kilkadziesiąt sztuk. W Opalenicy stoi pomnik Lecha.

## Dane techniczne – model 1929
- Silnik – dwucylindrowy w układzie widlastym, czterosuwowy, dolnozaworowy, napędzał koło tylne za pomocą łańcucha
- Średnica cylindra x skok tłoka/pojemność skokowa – 64 × 78 mm/500 cm³
- Moc – 5 KM (3,7 kW)
- Skrzynia biegów – o 3 przełożeniach, sterowana ręcznie
- Zapłon – iskrownikowy
- Rama – rurowa, pojedyncza, dwie belki górne: nad- i podzbiornikowa
- Zawieszenie przednie – widelec trapezowy, resorowany 2 sprężynami płaskimi, z amortyzatorem skoku
- Zawieszenie tylne – sztywne
- Hamulce mechaniczne – ręczny i nożny na tylne koło (taśmowy i szczękowy)
- Prędkość maksymalna – około 75 km/h